# Fernando Riera
Fernando Riera Bauzá (* 27. Juni 1920 in Santiago; † 23. September 2010 ebenda) war ein chilenischer Fußballspieler und -trainer. Als Aktiver schon sehr erfolgreich und WM-Teilnehmer von 1950, betreute er als Coach neben zahlreichen Vereinsteams unter anderem auch die Nationalmannschaft seines Heimatlandes bei der Fußball-Weltmeisterschaft 1962 im eigenen Land und führte sie dabei auf Rang drei.

## Spielerkarriere

### Vereinskarriere
Fernando Riera wurde am 27. Juni 1920 in der chilenischen Hauptstadt Santiago geboren. Bereits seit seiner Jugend spielte er beim dortigen Klub Unión Española Fußball. In den Verein, der 1897 von spanischen Einwanderern gegründet wurde, passte Riera aufgrund der Herkunft seiner Eltern, die ebenfalls Immigranten aus Spanien waren, perfekt. Nachdem er die Jugendabteilung von Unión Española besucht hatte, debütierte er bei dem Verein 1937 im Alter von siebzehn Jahren auch in der ersten Mannschaft. Dort agierte er bis 1938 in Angriff, ehe er seinen Heimatverein verließ und sich dem Stadtrivalen CD Universidad Católica anschloss, der damals noch lange nicht so erfolgreich war wie heute. Für Universidad Católica stand Fernando Riera zwischen 1939 und 1950 zwölf Jahre lang auf dem Platz und war dabei, als der Verein aus der Gemeinde Las Condes im Osten Santiagos im Jahre 1949 zum ersten Mal überhaupt in der Vereinsgeschichte die chilenische Fußballmeisterschaft erringen konnte. In der Primera División belegte die Mannschaft von Trainer Alberto Buccicardi nach dem Ende aller Spieltage den ersten Rang mit einem Vorsprung von vier Zählern vor den Santiago Wanderers.
Dies war der größte Erfolg von Fernando Riera in seiner Laufbahn als aktiver Fußballspieler auf Vereinsebene. Nur ein Jahr später, im Sommer 1950 kurz nach dem Ende der Fußball-Weltmeisterschaft in Brasilien, unterschrieb der mittlerweile 30-jährige Stürmer einen Kontrakt beim französischen Erstligisten Stade Reims. In Reims befand sich gerade eine große Mannschaft im Aufbau, die bereits 1949 die erste Meisterschaft der Vereinsgeschichte für den Klub geholt hatte. Mit Fernando Riera in der Mannschaft sollte dieser Titelgewinn jedoch nicht wiederholt werden. In den Spieljahren 1950/51 und 1951/52 holte Reims unter dem neuen, und späteren Erfolgscoach Albert Batteux nur zwei vierte Tabellenplätze. Erst 1953 wurde man wieder Meister, woraufhin die große Dominanz des französischen Fußballs sowie europäische Erfolge in den 50er-Jahren begannen. Doch da spielte Fernando Riera schon nicht mehr bei Stade Reims, er verließ den Klub Ende 1952, um einen neuen Vertrag bei Deportivo Vasco in Venezuelas Hauptstadt Caracas zu unterschreiben. Dort trat der Chilene ein halbes Jahr gegen den Ball, ehe er nach Frankreich zurückkehrte. In der Folge spielte Riera noch ein Jahr für den FC Rouen, damals in der Division 2 vertreten, ehe er seine fußballerische Laufbahn im Jahr 1954 im Alter von 34 Jahren beendete.

### Nationalmannschaft
Zwischen 1942 und seinem Wechsel nach Frankreich 1950 brachte es Fernando Riera auf insgesamt siebzehn Länderspiele für die chilenische Fußballnationalmannschaft. Dabei gelangen ihm vier Torerfolge. Von Nationaltrainer Arturo Bucciardi wurde er ins Aufgebot der Südamerikaner für die Fußball-Weltmeisterschaft 1950 in Brasilien berufen. Bei dem Turnier kam Riera jedoch nur in einem Spiel zum Einsatz, und zwar im längst wertlosen letzten Gruppenspiel gegen die Vereinigten Staaten, das Chile mit 5:2 für sich entscheiden konnte. Riera trat dabei zum zwischenzeitlichen 2:0 in der 32. Spielminute. Zuvor hatte die chilenische Auswahl jedoch bereits gegen England sowie Spanien jeweils mit 0:2 verloren, sodass auch der abschließende Sieg gegen die USA nichts mehr am Ausscheiden nach der Vorrunden änderte. Das Spiel gegen die USA war zugleich auch Fernando Rieras letztes Länderspiel für sein Heimatland, nach seinem Wechsel nach Frankreich wurde er nicht mehr für die Nationalmannschaft berücksichtigt.

## Trainerkarriere

### Belenenses und WM 1962
Im Sommer 1954 wurde der als Trainer noch völlig unerfahrene Fernando Riera, der gerade erst beim FC Rouen seine Spielerkarriere beendet hatte, in Nachfolge von Humberto Buchelli neuer Coach des portugiesischen Erstligisten Belenenses Lissabon. Gleich in seiner ersten Saison führte Riera seine Mannschaft auf Platz zwei in der Primeira Liga, punktgleich mit dem erstplatzierten Stadtrivalen Benfica. Einzig das schlechtere Tordifferenz trennte Belenenses von der zweiten Meisterschaft der Vereinsgeschichte. Im Jahr darauf wurde der Verein hinter dem FC Porto sowie Benfica Dritter. Die gleiche Platzierung erreichte Fernando Riera in seiner dritten Spielzeit als Verantwortlicher an der Seitenlinie von Belenenses Lissabon. Nach Ende der Primeira Liga 1956/57 trat Fernando Riera als Trainer bei Belenenses zurück, sein Nachfolger wurde der Argentinier und spätere Weltklassetrainer Helenio Herrera.
Riera selbst übernahm wenig später das Amt des chilenischen Nationaltrainers von Ladislao Pakozdi, unter dessen Ägide Chile die Qualifikation zur Fußball-Weltmeisterschaft 1958 in Schweden bereits vorzeitig verpasst hatte. Der chilenische Verband stand allerdings vor einer ganz anderen Verantwortung, und zwar der Ausrichtung der Fußball-Weltmeisterschaft 1962. Hierfür musste die Nationalmannschaft wieder salonfähig gemacht werden, was mit der Verpflichtung des in Europa durchaus erfolgreichen Riera auch gelang. Als Ausrichter automatisch für die Endrunde qualifiziert, spielte die chilenische Auswahl um Stürmerstar Leonel Sánchez, Mittelfeldakteur Eladio Rojas oder Abwehrstratege Luis Eyzaguirre bei der Weltmeisterschaft ein nicht für möglich gehaltenes gutes Turnier. In der Vorrunde ließ man sensationell den zweimaligen Weltmeister Italien hinter sich. Das Aufeinandertreffen der beiden Nationalmannschaften wurde jedoch zur unrühmlich berühmten so genannten Schlacht von Santiago, die mit großer Brutalität von beiden Seiten geführt wurde, in deren Verlauf aber nur zwei italienische Spieler vom Platz gestellt wurden. Am Ende gewann Chile die Partie mit 2:0 und qualifizierte sich nach einem Auftaktsieg gegen WM-Neuling Bulgarien vorzeitig für das Viertelfinale. Daran änderte auch die Niederlage im letzten Gruppenspiel gegen die Bundesrepublik Deutschland nichts. Im Viertelfinale traf die Mannschaft von Fernando Riera auf die Sowjetunion und war dort erneut Außenseiter. Dennoch konnte das Team durch einen hart erkämpften 2:1-Erfolg den Einzig in die Runde der letzten vier Mannschaften erzielen, was bis dato den größten Erfolg überhaupt in der Geschichte der chilenischen Fußballnationalmannschaft darstellte. Im Halbfinale unterlag Chile dann jedoch dem Titelverteidiger aus Brasilien trotz guter Leistung mit 2:4 und verpasste eine mögliche Finalteilnahme. Für die chilenische Auswahl blieb noch das Spiel um den dritten Platz gegen Jugoslawien, das durch ein Tor von Eladio Rojas in der letzten Spielminute mit 1:0 gewonnen werden konnte. Damit sicherte sich die chilenische Nationalmannschaft den dritten Platz bei der Weltmeisterschaft im eigenen Land, was gemeinhin als großer Erfolg gelten kann. Das Spiel um den dritten Rang war gleichzeitig auch das letzte Match von Fernando Riera als Nationaltrainer seines Heimatlandes, er trat nach dem Ende der erfolgreichen Weltmeisterschaft als Macher des wohl größten Erfolges einer chilenischen Nationalmannschaft zurück, sein Nachfolger im Amt wurde Luis Álamos.

### Erfolge mit Benfica
Nach seinem Rücktritt als chilenischer Nationaltrainer kehrte Fernando Riera noch im gleichen Sommer nach Portugal zurück, um fortan in Nachfolge des ungarischen Erfolgscoaches Béla Guttmann den Rekordmeister Benfica Lissabon zu trainieren. In einer ersten Amtsperiode von 1962 bis 1963 stand Riera an der Seitenlinie von Benfica und führte den Verein durch einen ersten Platz in der Primeira Divisão mit sechs Punkten Vorsprung vor dem FC Porto zum Gewinn der Meisterschaft, nachdem im Vorjahr unter Guttmann nur der dritte Rang geglückt war. Dabei konnte Benfica 23 von 26 Ligaspielen gewinnen, einzig zwei Remis und eine Niederlage standen am Ende der Spielzeit zu Buche. International konnte Riera allerdings nicht an die Erfolge unter Béla Guttmann anknüpfen. Nachdem Benfica im letzten Spiel unter der Ägide des Ungarn Real Madrid mit 5:3 besiegt hatte und damit zum zweiten Mal in Serie den Europapokal der Landesmeister nach Lissabon geholt hatte, drang man mit dem neuen Trainer aus Chile zwar erneut ins Endspiel vor, konnte dieses allerdings nicht für sich entscheiden. Trotz 1:0-Führung durch Eusébio war Benfica im Finale von London im Europapokal der Landesmeister 1962/63 dem italienischen Vertreter AC Mailand am Ende mit 1:2 unterlegen. Dieses verlorene Endspiel wurde Fernando Riera bei Benfica Lissabon wohl zum Verhängnis, er musste zur neuen Saison den Trainerposten räumen, seine Nachfolge trat der ungarische Trainerveteran Lajos Czeizler an.
Fernando Riera kehrte in der Folge in seine chilenische Heimat zurück und trainierte von 1964 bis 1965 zwei Spielzeiten lang Universidad Católica, wo er bereits als Aktiver lange unter Vertrag stand. Nennenswerte Erfolge sprangen dabei allerdings nicht heraus. 1966 war Riera ein Jahr lang Coach des uruguayischen Erstligisten Nacional Montevideo, doch auch hier konnte kein Triumph in der Meisterschaft verzeichnet werden. Im Sommer 1966 verließ Riera Montevideo wieder und kehrte an seine alte Wirkungsstätte, zu Benfica Lissabon, zurück. Gleich in seiner ersten Spielzeit wieder bei Benfica führte Riera sein Team erneut zum Gewinn der portugiesischen Fußballmeisterschaft. Diesmal wurde der erste Rang in der höchsten Spielklasse mit einem Vorsprung von drei Punkten vor dem Überraschungszweiten Académica de Coimbra belegt. Nach dem Ende dieser Spielzeit endete dann auch die zweite Amtszeit von Fernando Riera bei Benfica Lissabon, er wurde zur neuen Saison von Fernando Cabrita abgelöst.

### Weitere Trainerstationen
1968 trainierte Fernando Riera für eine Spielzeit erneut seinen alten Klub Universidad Católica, was jedoch nicht von großartigen Erfolgen gekrönt war. Ein Jahr später kehrte er nach Europa zurück und übernahm in der spanischen Segunda División das Traineramt bei Espanyol Barcelona. Mit dem Traditionsverein stieg Riera als Dritter der Spielzeit 1969/70 mit zwei Punkten Vorsprung vor dem ersten Nichtaufstiegsplatz, belegt von Betis Sevilla, wieder in die Primera División auf. Trotz des Aufstieges wurde er allerdings danach durch den Tschechoslowaken Ferdinand Daučík als Trainer abgelöst.
Riera zog es daraufhin zurück nach Südamerika, wo er 1971 und 1972 die Boca Juniors in Argentiniens Hauptstadt Buenos Aires trainierte, eine Meisterschaft sprang jedoch nicht heraus. Im Verlauf der Erstligasaison 1972 trat Fernando Riera bei den Boca Juniors zurück und übernahm den vakanten Trainerposten beim FC Porto, wo er allerdings erneut nur ein Jahr unter Vertrag stand und keine sonderlichen Erfolge zu bejubeln waren. 1973 und 1974 coachte der Chilene zudem jeweils für kurze Zeit Deportivo La Coruña in Spanien und Olympique Marseille in Frankreich.
Nach einem einjährigen Dienst bei Sporting Lissabon kehrte Fernando Riera dem europäischen Fußball 1975 endgültig den Rücken und verbrachte den Rest seiner Laufbahn in Latein- und Südamerika. Zunächst trainierte er von 1975 bis 1976 zwei Jahre lang den mexikanischen Erstligisten CF Monterrey, ehe er 1977 nach Chile zu CD Palestino zurückkehrte. Mit dem Traditionsklub holte Riera in der Saison 1977 durch einen Endspielsieg über Unión Española die Copa Chile und konnte den Titel damit verteidigen, nachdem Palestino bei der vorherigen Austragung zwei Jahre zuvor unter Rieras Vorgänger auch erfolgreich gewesen war. Nach diesem Titel kehrte der Trainer nach Monterrey zurück und arbeitete dort weitere zwei Jahre. Ab 1978 zeigte er sich verantwortlich für die sportlichen Geschicke von CF Universidad de Chile. Der Verein machte damals jedoch eine weitestgehend erfolglose Phase durch, sodass als größter Erfolg dieser fünfjährigen Tätigkeit Fernando Rieras der Gewinn der Copa Chile 1979 gelten kann, wo sich Universidad de Chile im Endspiel mit 2:1 über Rekordmeister CSD Colo-Colo durchsetzen konnte. Riera blieb bis 1982 Trainer von Universidad und coachte danach in den Spielzeiten 1983 und 1984 den Everton de Viña del Mar. Auch mit diesem Klub konnte Riera den chilenischen Fußballpokal gewinnen, in der Austragung von 1984 wurde Universidad Católica mit einem klaren 3:0 im Finale bezwungen. Zur Saison 1985 kehrte Riera zu Universidad de Chile zurück, wo er in der Folge bis 1988 vier weitere Jahre an der Seitenlinie stand. Im Sommer 1988 kehrte er für ein weiteres Jahr zum zweiten Mal nach Monterrey zurück, wo schließlich im Sommer 1989 auch die lange Trainerkarriere von Fernando Riera im Alter von 69 Jahren endete.
Danach blieb er dem Fußball als Experte erhalten und galt gemeinhin als einer der größten chilenischen Fußballtrainer. Vielfach gewürdigt wurden seine Leistungen vor allem in Bezug auf die Fußball-Weltmeisterschaft 1962 mit dem Erreichen des dritten Platzes, was bis heute den größten Erfolg des chilenischen Fußballs darstellt. Fernando Riera lebte in seiner Heimatstadt Santiago, wo er am 23. September 2010 im Alter von 90 Jahren verstarb.

## Erfolge

### Als Spieler
- Chilenische Meisterschaft: 1×

1949 mit Universidad Católica

### Als Trainer
- Portugiesische Meisterschaft: 2×

1962/63 und 1966/67 mit Benfica Lissabon
- Copa Chile: 3×

1977 mit CD Palestino
1979 mit Universidad de Chile
1984 mit Everton de Viña del Mar